# Geranomyia multipuncta
Geranomyia multipuncta är en tvåvingeart som beskrevs av Alexander 1922. Geranomyia multipuncta ingår i släktet Geranomyia och familjen småharkrankar. Inga underarter finns listade i Catalogue of Life.